# Jule Bleuel
Pour les articles homonymes, voir Bleuel.
Jule Bleuel née le 20 mars 2001, est une joueuse allemande de hockey sur gazon.

## Carrière
Elle a fait ses débuts en équipe première le 16 octobre 2021 contre la Belgique à Bruxelles lors de la Ligue professionnelle 2021-2022.

## Palmarès
- : 1er à l'Euro U21 2022.
- : 2e à la Coupe du monde U21 en 2022.
- : 3e à l'Euro U21 2019.